# HMS Berwick (65)
HMS «Бервік» (65) (англ. HMS Berwick (65) — військовий корабель, важкий крейсер типу «Каунті» підкласу «Кент» Королівського військово-морського флоту Великої Британії за часів Другої світової війни. 

## Історія створення
Крейсер «Бервік» був закладений 15 вересня 1924 року на корабельні компанії Fairfield Shipbuilding and Engineering Company, Глазго. 12 липня 1927 року увійшов до складу Королівських ВМС Великої Британії.